# 鞭毛蟲

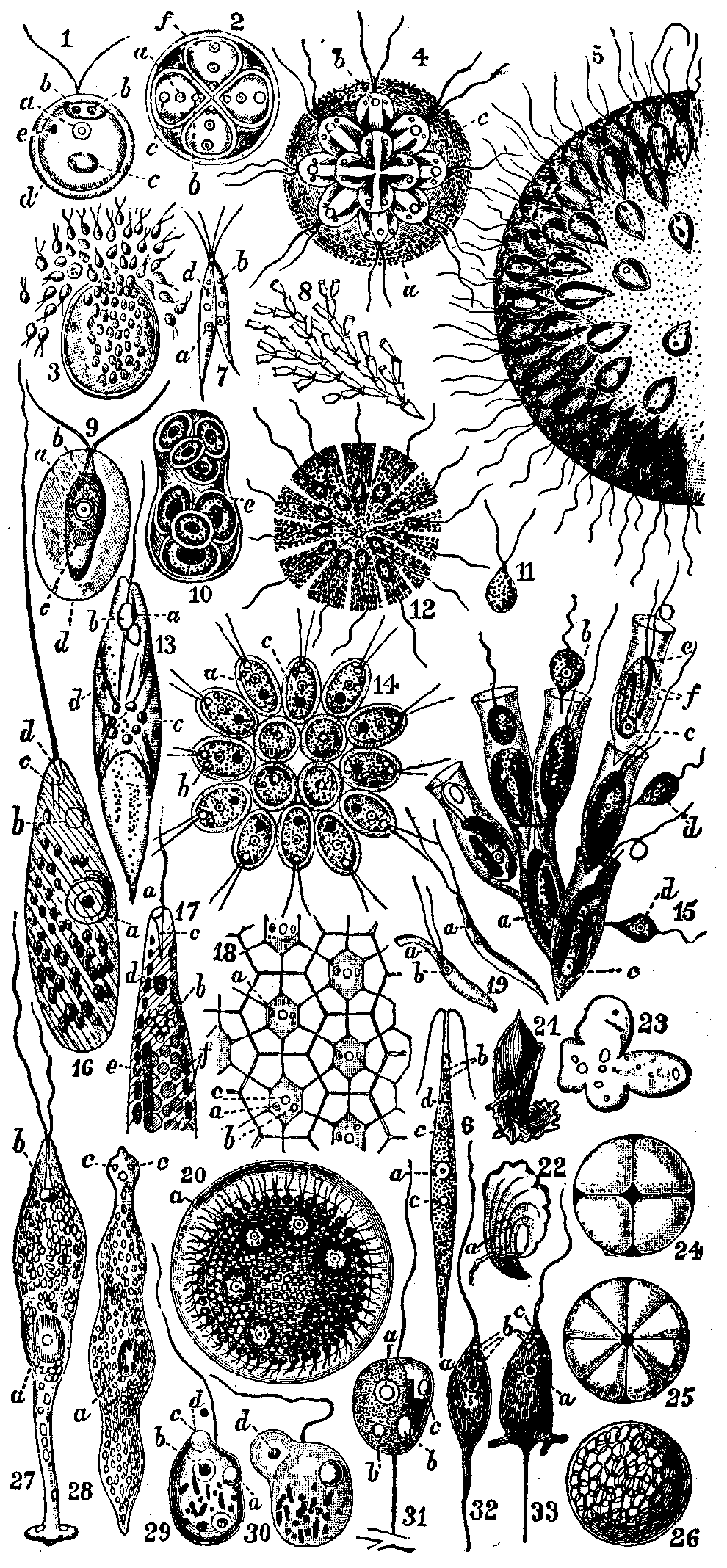
《大英百科全書》的鞭毛蟲圖片

鞭毛蟲（英語：Flagellate），指身上具備一根或多根鞭毛的微生物。在動物組織中，也有類似鞭毛蟲的細胞，如精子。它通常被用來當作具備鞭毛器官的原生動物的統稱。

## 較著名的物種
- 眼虫
- 夜光虫
- 角鞭毛虫
- 錐蟲
  - 冈比锥体虫
  - 马媾疫锥体虫
- 利什曼原蟲
  - 人毛滴虫
  - 阴道毛滴虫
  - 杜氏利虫
  - 热带利虫
  - 巴西利虫